# Liste des gares de Paris

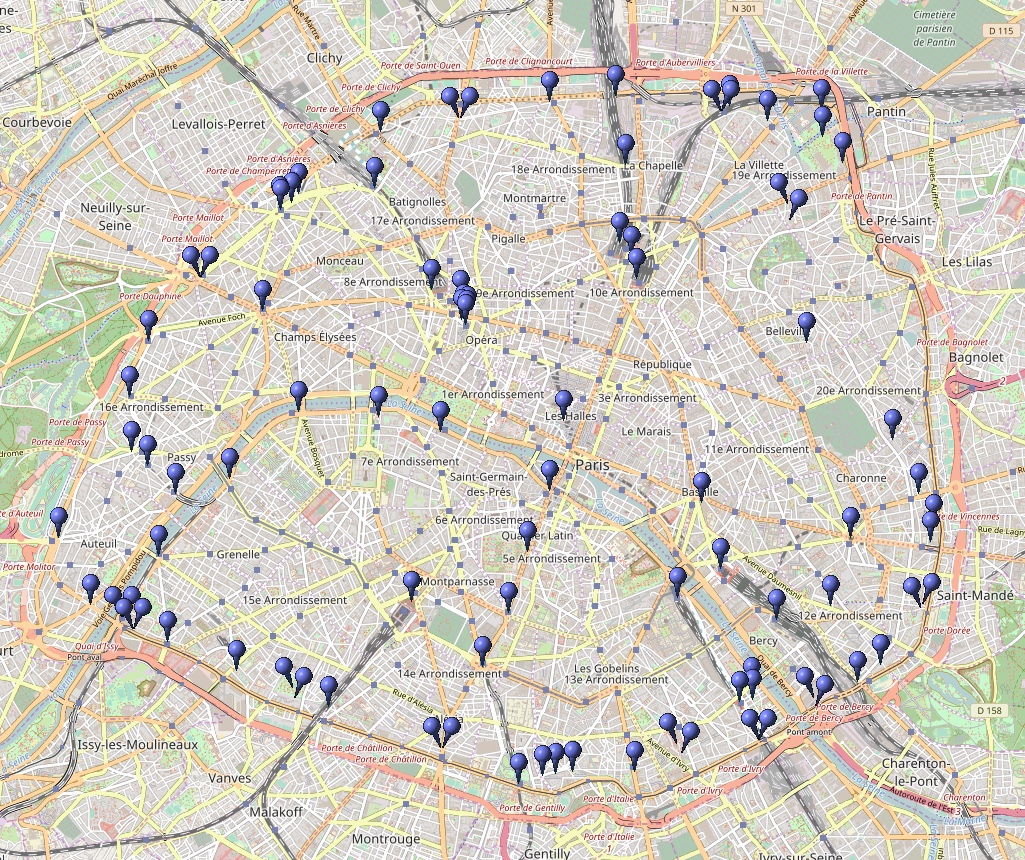
Plan de situation de toutes les gares (ouvertes ou fermées) à Paris.

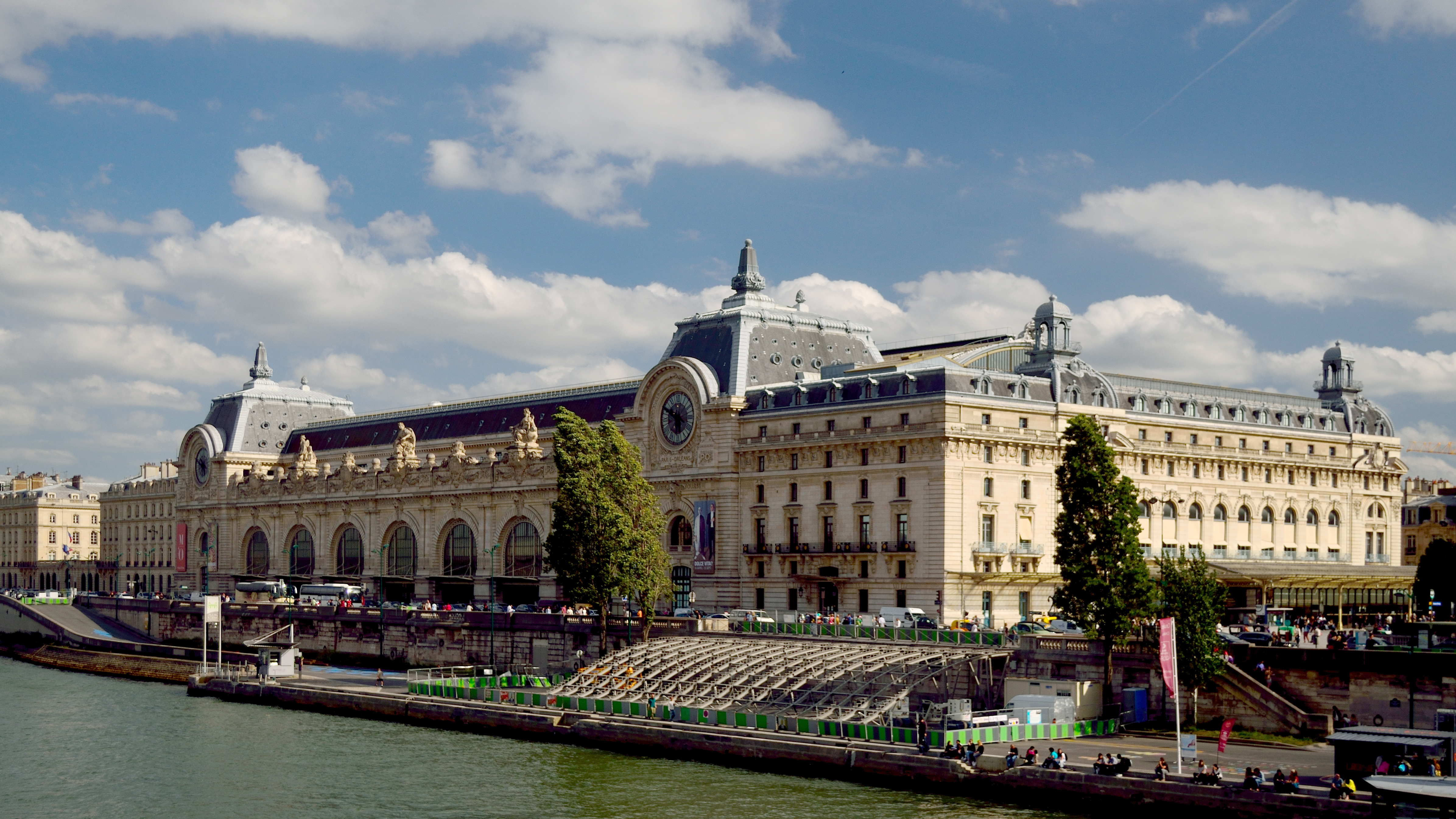
L'ancienne gare d'Orsay est devenue un musée.

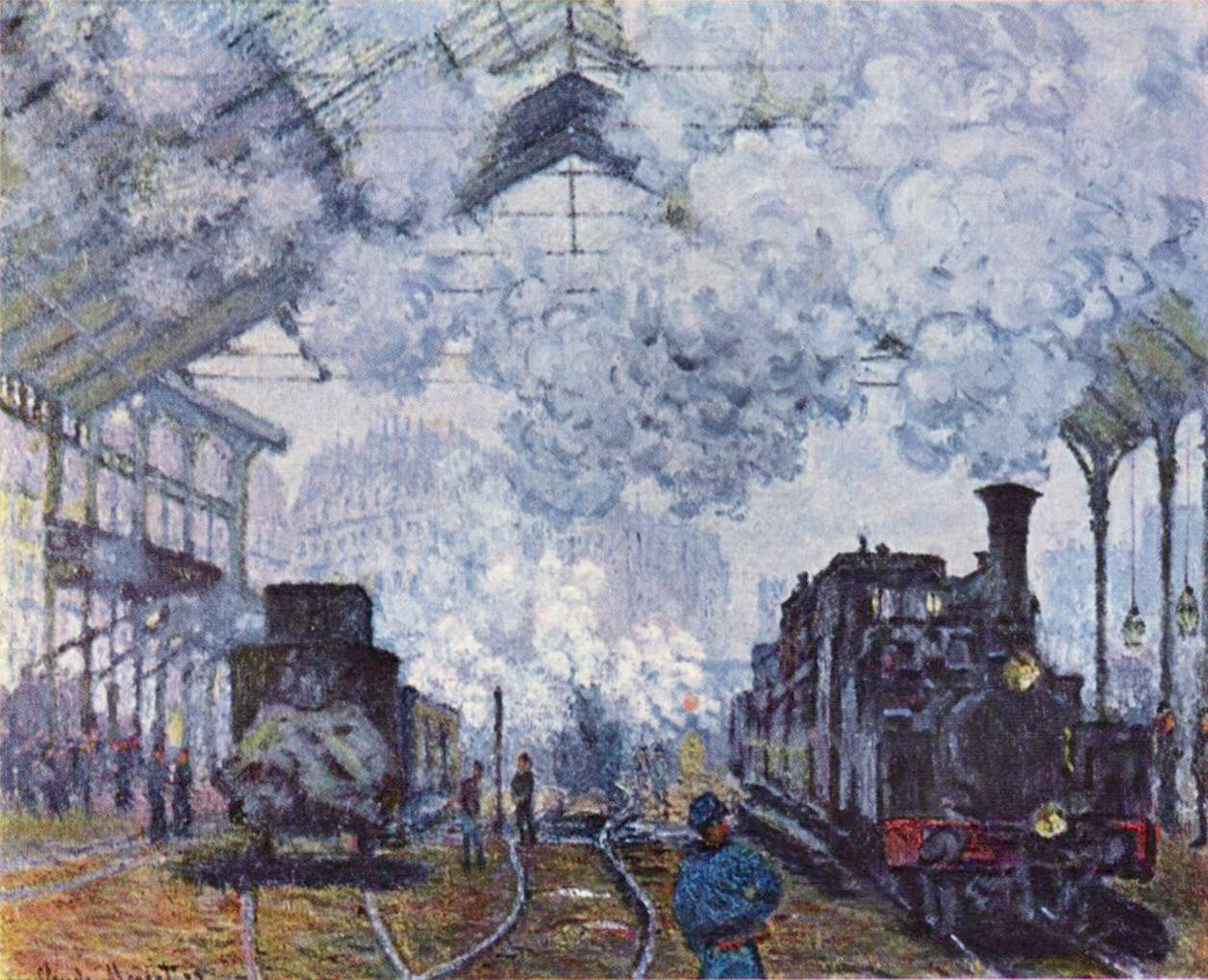
La gare Saint-Lazare, peinte par Claude Monet en 1877. Les gares parisiennes ont inspiré de nombreux artistes.

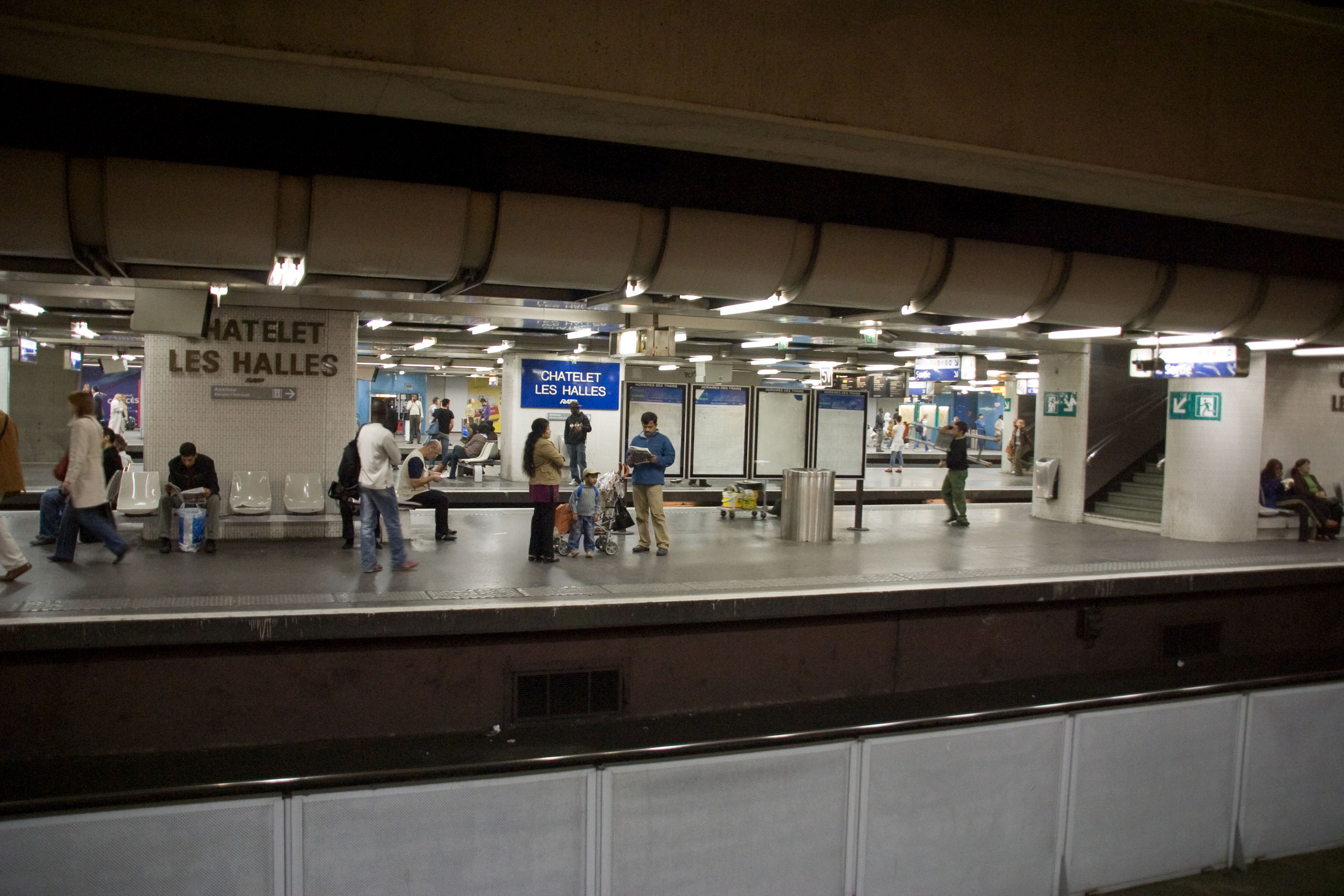
La gare de Châtelet - Les Halles, ouverte en 1977, est entièrement souterraine. Elle est réservée au trafic de banlieue du réseau express régional (RER).

Paris dispose d'un nombre important de gares ferroviaires, issues à la fois de l'histoire du développement des chemins de fer français et des besoins de desservir finement la ville.
Certaines datent de l'origine du chemin de fer, d'autres sont des constructions plus récentes, notamment dans le cadre de la réalisation du réseau express régional d'Île-de-France. Enfin, celles ayant perdu leur fonction ferroviaire ont été soit démolies, soit reconverties pour d'autres usages.

## Histoire
À partir des années 1830, puis dans le cadre de la loi relative à l'établissement des grandes lignes de chemin de fer en France de 1842, l'État concède à de grandes compagnies des ensembles cohérents de lignes de chemin de fer, formant ainsi un réseau en « toile d'araignée » dont le centre est Paris.
Les Parisiens découvrent la gare, invention du XIXe siècle, avec l'embarcadère de la promenade pour le Pecq lors de l'ouverture du premier tronçon de voie ferrée créé par la Compagnie du chemin de fer de Paris à Saint-Germain. Ce premier essai va se poursuivre et Paris voit s'ouvrir six autres embarcadères dans ce qui est alors une périphérie de la ville historique d'avant les grands travaux d'Haussmann. Ils sont tous des têtes de ligne créées par les grandes Compagnies qui vont étendre sur le pays leurs réseaux de voies ferrées.
- La Compagnie des chemins de fer du Nord crée la gare du Nord en 1846. Le bâtiment actuel date de 1864.
- La Compagnie des chemins de fer de l'Est crée la gare de l'Est en 1849.
- La Compagnie des chemins de fer de Paris à Lyon et à la Méditerranée (PLM) crée en 1849 la gare de Lyon, dont le bâtiment date de 1900.
- La Compagnie du chemin de fer de Paris à Orléans (PO) crée en 1840 la gare d'Orléans. Située quai d'Austerlitz, elle prend le nom de gare d'Austerlitz. L'estimant excentrée, le PO décide de prolonger sa ligne vers le centre de la capitale et la gare d'Orsay, ouverte en 1900, mais désaffectée à partir de la Seconde Guerre mondiale et transformée en musée, le musée d'Orsay, en 1986.
- La Compagnie des chemins de fer de l'Ouest, rachetée en 1908 par l'Administration des chemins de fer de l'État, exploitait les deux lignes de Versailles, l'une par la rive droite, l'autre par la rive gauche, ce qui explique la présence de deux gares principales à Paris[3] :
  - la gare Saint-Lazare, tête de la ligne de Paris-Saint-Lazare à Saint-Germain-en-Laye et de la ligne de Paris-Saint-Lazare à Versailles-Rive-Droite ;
  - la gare Montparnasse, tête de la ligne de Paris à Versailles par la rive gauche, et, plus tard, de la ligne de Paris-Montparnasse à Brest.

Ces gares ne sont pas interconnectées, mais sont reliées par la ligne de Petite Ceinture en 1862, afin de permettre les échanges entre les compagnies, notamment pour le trafic de marchandises. La capacité de la Petite Ceinture s'étant avérée insuffisante pendant la guerre franco-prussienne de 1870, une seconde ligne de liaison est construite de 10 à 20 km autour de Paris, la ligne de Grande Ceinture.
D'autres gares sont créées afin d'assurer la desserte en marchandises de Paris (gare de Paris-Bestiaux, gare de Paris-Gobelins…) ou pour constituer l'origine de lignes isolées (gare de la Bastille, gare des Invalides, gare de Denfert-Rochereau).
Contrairement aux grandes villes de province, Paris n'a pas eu de gares de chemin de fer secondaire. Il faut toutefois rappeler que le métro de Paris et les anciens tramways de Paris ont été réalisés dans le cadre de la réglementation des voies ferrées d'intérêt local ou des chemins de fer secondaires.

## Gares en activité

### Grandes lignes

Les différentes zones desservies en fonction de la gare d'origine, en décembre 2014.

Localisation des gares sur une carte de Paris.

Ces gares parisiennes sont les gares origine des trains de grandes lignes (trains allant au-delà de la région Île-de-France). Elles sont également, sauf pour Bercy et Austerlitz, les gares origine des lignes de banlieue qui n'appartiennent pas au réseau express régional d'Île-de-France (RER), mais au réseau classique des trains de banlieue, dit réseau Transilien, dont sept lignes (H, J, K, L, N, P et R) parmi les neuf constituant ce réseau ont leur origine dans Paris. Les gares d'Austerlitz, d'Haussmann - Saint-Lazare (voisine de la gare Saint-Lazare), de Lyon et du Nord sont également des gares du RER ; toutes ces gares sont desservies par le métro.
Les destinations des trains selon les gares de départ sont indiquées ci-dessous.
- Gare d'Austerlitz :
  - Elle se situe à la tête des lignes classiques desservant les régions du Centre-Ouest, mais également du Sud-Ouest de la France. Elle est notamment desservie par les trains de grandes lignes Intercités à destination de Limoges-Bénédictins, Brive-la-Gaillarde, Cahors, Montauban et Toulouse-Matabiau. Les Intercités de nuit effectuent également des liaisons vers le sud, particulièrement vers Cerbère, Latour-de-Carol, Tarbes, Aurillac, Rodez voire Albi, Nice ou encore Briançon. À cela s'ajoutent les liaisons vers Nantes et Rennes du réseau Ouigo Train Classique.
  - La gare est aussi desservie par les trains régionaux TER Centre-Val de Loire à destination d'Orléans, Tours, Bourges, Nevers, Châteaudun et Vendôme. Enfin, elle est un point d'arrêt du RER C.

- Gare de Bercy : elle est desservie par des trains classiques Intercités à destination du centre de la France, notamment Clermont-Ferrand via Nevers (cette dernière étant aussi accessible par le réseau TER Centre-Val de Loire), mais également par le TER Bourgogne-Franche-Comté effectuant des liaisons vers la Bourgogne.

- Gare de l'Est :
  - Elle est à la tête des TGV (TGV inOui et Ouigo) à destination de l'Est de la France, avec des liaisons vers Strasbourg-Ville, Colmar, Nancy-Ville, Metz-Ville, Bar-le-Duc, Reims, ou encore Charleville-Mézières et Sedan, via les gares TGV de la LGV Est : Champagne-Ardenne TGV, Meuse TGV et Lorraine TGV.
  - La gare est également desservie par les trains à grande vitesse étrangers. L'ICE dessert les villes de Stuttgart, Francfort-sur-le-Main ou encore Berlin depuis cette gare. Le TGV dessert également l'Allemagne via la LGV Est, mais aussi le Luxembourg.
  - Elle reçoit également, toujours pour les dessertes internationales, le train de luxe VSOE vers Venise, ainsi que le NJ vers Berlin et Vienne.
  - Les TER Grand Est desservent une grande partie de l'Est de la France, notamment Troyes, Belfort et Mulhouse-Ville, mais aussi Châlons-en-Champagne, Saint-Dizier, Bar-le-Duc, Nancy-Ville et Strasbourg-Ville.
  - Enfin, la gare est l'origine de la ligne P du Transilien, à destination des gares de Seine-et-Marne et du sud de l'Aisne.

- Gare de Lyon :
  - La gare est l'origine des TGV vers la Suisse (TGV Lyria), de l'Italie (dont le Frecciarossa) et de l'Espagne.
  - Les TGV inOui et Ouigo desservent un grand quart Sud-Est depuis cette gare, ainsi que les régions intermédiaires : la Bourgogne-Franche-Comté (Dijon, Le Creusot, Mâcon, Dole, Besançon et Belfort), l'ancienne région Rhône-Alpes (Lyon-Part-Dieu, Lyon-Perrache, Saint-Étienne, Bourg-en-Bresse, Valence, Grenoble, Annecy, Chambéry, Bourg-Saint-Maurice, Modane, Évian-les-Bains), la Provence et la Côte d'Azur (Avignon, Aix-en-Provence, Marseille-Saint-Charles, Toulon, Saint-Raphaël, Cannes, Antibes, Nice-Ville) et, enfin, l'ancienne région Languedoc-Roussillon (Nîmes, Montpellier-Saint-Roch, Sète, Agde, Béziers, Narbonne, Perpignan).
  - La gare est également desservie par le TER Bourgogne-Franche-Comté à destination de Laroche - Migennes, mais aussi par le RER A et le RER D.
  - Enfin, elle est l'origine de la ligne R du Transilien à destination de Montereau et Montargis.

- Gare Montparnasse :
  - En ce qui concerne les trains de grandes lignes, la gare est desservie par le TGV (TGV inOui et Ouigo) à destination de l'Ouest et du Sud-Ouest de la France : la Bretagne (Rennes, Saint-Brieuc, Lannion, Brest, Vannes, Lorient et Quimper), une partie de la région Centre-Val de Loire (Tours, Saint-Pierre-des-Corps), la région Pays de la Loire (Laval, Le Mans, Angers, Nantes, Saint-Nazaire, Le Croisic), la Nouvelle-Aquitaine (Châtellerault, Poitiers, Niort, La Rochelle, Angoulême, Bordeaux-Saint-Jean, Arcachon, Agen, Dax, Bayonne, Hendaye, Orthez et Pau) et enfin l'Occitanie (Toulouse-Matabiau, Montauban, Lourdes et Tarbes).
  - La Normandie est également desservie par TER Normandie, vers Granville, Argentan et Pontorson - Mont-Saint-Michel. Le TER Centre-Val de Loire dessert Le Mans, Chartres et Nogent-le-Rotrou.
  - Enfin, elle est l'origine de la ligne N du Transilien à destination de Dreux, des Yvelines et des Hauts-de-Seine.

- Gare du Nord :
  - La gare accueille les trains à grande vitesse internationaux (Eurostar) à destination de Bruxelles-Midi, Amsterdam et une partie de l'Allemagne, ainsi que Londres.
  - Le TGV (réseau TGV inOui) dessert la région des Hauts-de-France (Arras, Valenciennes, Lille-Flandres, Lille-Europe, Tourcoing, Dunkerque, Calais, Boulogne-sur-Mer et Rang-du-Fliers - Verton - Berck).
  - Le service Ouigo Train Classique assure une liaison internationale vers Mons et Bruxelles-Midi.
  - La gare est également desservie par le TER Hauts-de-France, ainsi que par le RER B et le RER D.
  - La gare est également en correspondance directe avec RER E au niveau de la gare de Magenta.
  - Enfin la gare est l'origine de la ligne H du Transilien, à destination du nord de l'Île-de-France, ainsi que de la ligne K, à destination de Crépy-en-Valois.

- Gare Saint-Lazare :
  - La gare est à la tête des lignes classiques vers la Normandie. Les trains TER Normandie desservent Vernon - Giverny, Rouen, Le Havre, Évreux, Serquigny, Lisieux, Trouville - Deauville, Caen et Cherbourg.
  - La plus grosse partie du trafic est assurée par les trains de banlieue. La gare est l'origine de la ligne J et de la ligne L du Transilien, à destination de l'ouest et du nord-ouest de l'Île-de-France, ainsi que de la Normandie.

### Lignes RER et Transilien
Les gares de grandes lignes, qui sont également des gares du réseau express régional d'Île-de-France et du Transilien pour la plupart d'entre elles (sauf Bercy), ne sont pas listées ci-dessous. Ainsi, les gares suivantes ne se trouvent que sur des lignes des réseaux RER et Transilien :
| Gare                                                   | Ligne(s)              |
| ------------------------------------------------------ | --------------------- |
| Auber                                                  | (A)                   |
| Avenue Foch                                            | (C)                   |
| Avenue Henri-Martin                                    | (C)                   |
| Avenue du Président-Kennedy                            | (C)                   |
| Bibliothèque François-Mitterrand                       | (C)                   |
| Boulainvilliers                                        | (C)                   |
| Champ-de-Mars - Tour Eiffel                            | (C)                   |
| Charles-de-Gaulle - Étoile                             | (A)                   |
| Châtelet - Les Halles                                  | (A) · (B) · (D)       |
| Cité universitaire                                     | (B)                   |
| Denfert-Rochereau                                      | (B)                   |
| Haussmann - Saint-Lazare                               | (E)                   |
| Invalides                                              | (C)                   |
| Javel                                                  | (C)                   |
| Luxembourg                                             | (B)                   |
| Magenta                                                | (E)                   |
| Musée d'Orsay - Valéry Giscard d'Estaing               | (C)                   |
| Nation                                                 | (A)                   |
| Neuilly - Porte Maillot                                | (C) · (E)             |
| Pereire - Levallois                                    | (C)                   |
| Pont-Cardinet                                          | Ligne L du Transilien |
| Pont de l'Alma - Musée du quai Branly - Jacques Chirac | (C)                   |
| Pont du Garigliano - Hôpital européen Georges-Pompidou | (C)                   |
| Port-Royal                                             | (B)                   |
| Porte de Clichy                                        | (C)                   |
| Rosa-Parks                                             | (E)                   |
| Saint-Michel - Notre-Dame                              | (B) · (C)             |

## Gares désaffectées

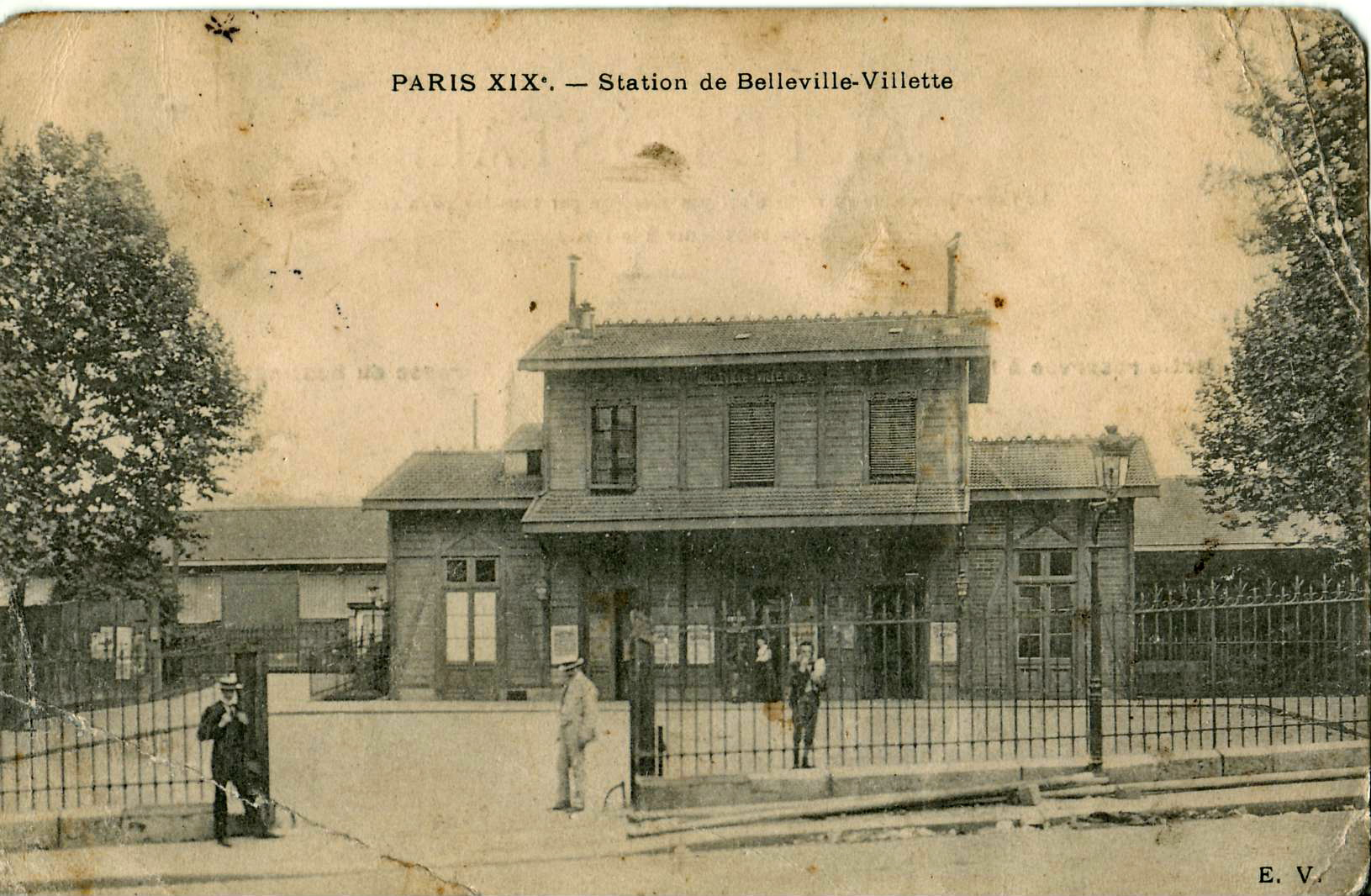
Extérieur de la gare de Belleville-Villette (face à l'angle rue Meynadier-rue de Crimée).

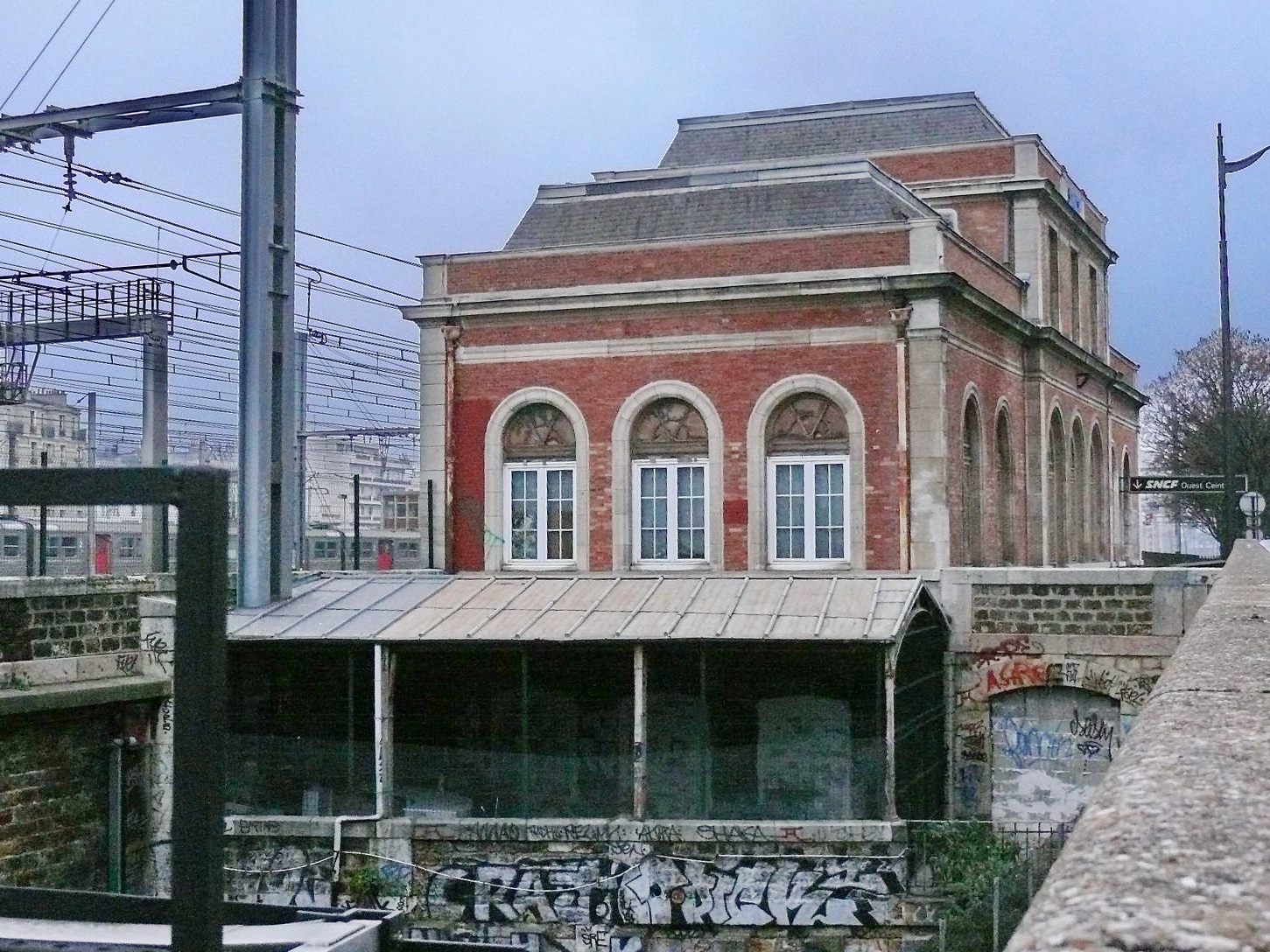
Ouest-Ceinture donnait la correspondance entre la ligne de Petite Ceinture et celle de Paris-Montparnasse à Versailles-Rive-Gauche.

### Ligne de Petite Ceinture
La ligne de Petite Ceinture est une ligne de chemin de fer à double voie de 32 kilomètres de longueur, encerclant Paris à l'intérieur des boulevards des Maréchaux. Bien que faisant toujours partie du réseau ferré national, elle est aujourd'hui inutilisée sur la majeure partie de son parcours. La plupart des gares sont à l’abandon, mais certaines ont été réutilisées. Elles sont listées ci-dessous, dans le sens des aiguilles d’une montre, en commençant par l’ouest.
- Auteuil-Boulogne
- Passy-la-Muette (aujourd'hui occupée par le restaurant La Gare)
- Avenue Henri-Martin (aujourd'hui gare du RER C)
- Avenue du Bois de Boulogne (aujourd'hui gare de l'avenue Foch du RER C, à proximité de la station de métro Porte Dauphine)
- Neuilly-Maillot (aujourd'hui gare du RER C, en correspondance avec la station de métro Porte Maillot)
- Courcelles-Levallois (aujourd'hui gare du RER C, dénommée, depuis le 25 septembre 1988, Pereire - Levallois)
- Courcelles-Ceinture
- Avenue de Clichy (aujourd'hui gare de la Porte de Clichy du RER C)
- Avenue de Saint-Ouen
- Boulevard Ornano
- La Chapelle-Saint-Denis
- Est-Ceinture[4]
- Pont de Flandre
- Belleville-Villette, également gare de marchandises
- Ménilmontant
- Charonne, également gare de marchandises, devenue la salle de concert La Flèche d'or
- Rue d'Avron
- Avenue de Vincennes
- Bel-Air-Ceinture
- Rue Claude-Decaen
- Bercy-Ceinture
- La Rapée-Bercy, ancienne petite gare de triage
- Orléans-Ceinture
- Maison-Blanche
- Parc de Montsouris
- Montrouge-Ceinture
- Ouest-Ceinture
- Abattoirs de Vaugirard, uniquement pour le bétail
- Vaugirard-Ceinture
- Grenelle-Ceinture
- Point-du-Jour

### Autres gares
- Gare du boulevard Masséna (anciennement Orléans-Ceinture), sur la ligne C du RER, fermée le 3 décembre 2000 car remplacée par la gare de la Bibliothèque François-Mitterrand.

## Gares disparues, inexploitées ou réaménagées

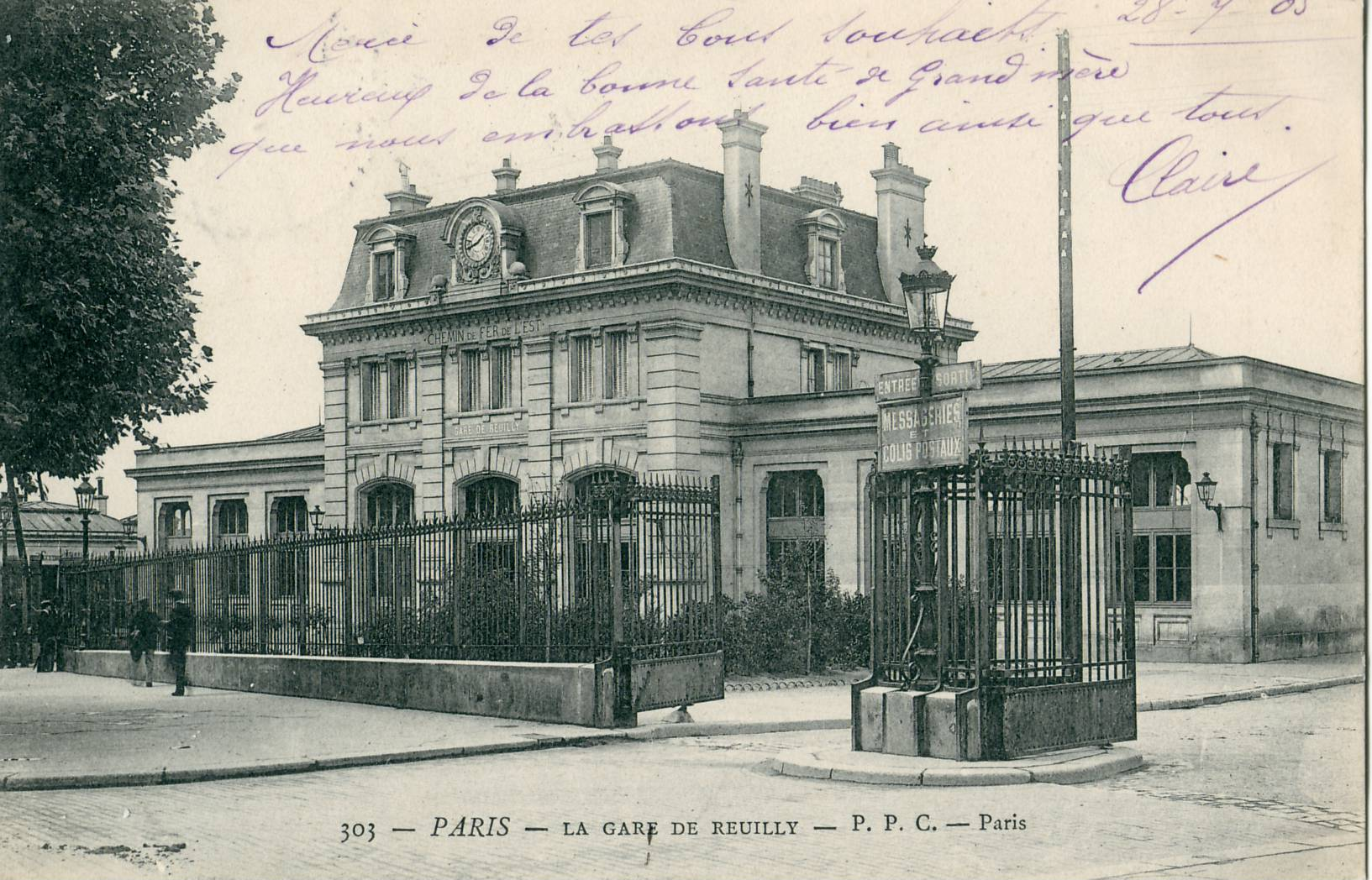
Façade de la gare de Reuilly, au tout début du XXe siècle.

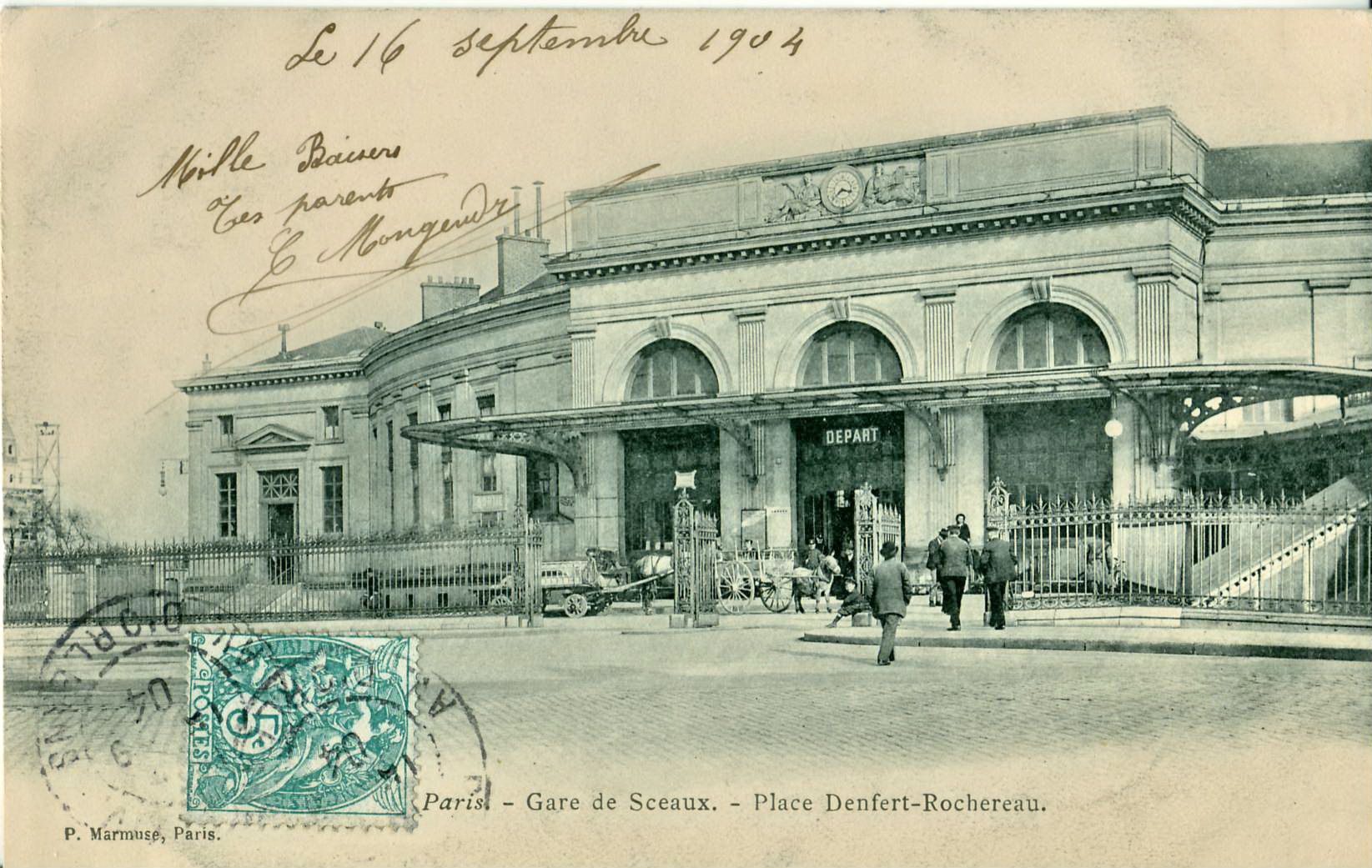
La gare de Denfert, à l'époque où elle était le terminus de la ligne de Sceaux
Conçue du temps de la voie large du Système Arnoux, la forme courbe des bâtiments permettait aux trains de desservir le terminus en tournant le long de la façade intérieure.

- Embarcadère de la ligne de Saint-Germain, situé au niveau de la place de l'Europe puis détruit et remplacé par la gare de Paris-Saint-Lazare.
- Gare de la Bastille, sur l’ancienne ligne de Vincennes, à l’emplacement de l’actuel Opéra Bastille.
- Gare de Bel-Air, sur l'ancienne ligne de Vincennes, détruite.
- Gare de Reuilly, sur l'ancienne ligne de Vincennes, utilisée par la maison des associations du 12e arrondissement.
- Gare d'Orsay, reconvertie en Musée d'Orsay pour sa partie haute.
- Gare de Paris-Bestiaux et gare de Paris-Abattoirs anciennes gares situées sur un embranchement mis en service depuis la ligne de Petite Ceinture, à hauteur de la gare de Belleville-Villette, pour desservir les abattoirs de la Villette (parc de la Villette aujourd'hui).
- Gare de Paris-Gobelins, gare de marchandises de la ligne de Petite Ceinture, sous la dalle des Olympiades toujours en service, mais uniquement par voie routière.
- Gare de la Glacière-Gentilly, ancienne gare de la ligne de Petite Ceinture, détruite et remplacée par la ZAC Gare-de-Rungis, et ayant servi un temps à l'expérimentation des rames MP 89 de la ligne 14 du métro de Paris.
- Gare de Grenelle-marchandises, ancienne gare de la ligne de Petite Ceinture, détruite, remplacée par une petite gare d'entretien des trains de travaux du RER C, ayant servi un temps à l'expérimentation du projet de métro automatique ARAMIS.
- Gare du Champ de Mars de l'Exposition universelle de 1878. Sensiblement à son emplacement, se trouve désormais la gare du Champ de Mars - Tour Eiffel. Le bâtiment voyageurs de la gare du Champ de Mars, déplacé en 1897 à Asnières (gare des Carbonnets), menace de tomber en ruines bien qu'il soit inscrit depuis 1985 à l'Inventaire supplémentaire des monuments historiques.
- Gare de Denfert-Rochereau (ligne de Sceaux). Toujours en service en semi-souterrain, les quais en cul-de-sac de la gare aérienne servent au garage des rames du RER B ; le bâtiment garde la forme arrondie du système de retournement des trains de la ligne de Sceaux.
- Gare des Invalides, encore visible aujourd'hui et reprise en sous-sol par le RER C ; le bâtiment voyageurs, toujours en surface, est utilisé par Air France.
- Gare de Bel-Air-Ceinture, ancienne gare de jonction entre le réseau de ceinture et la ligne de Vincennes, aujourd'hui détruite.
- Gare de Pont-Marcadet, ancienne gare sur la ligne de Paris-Nord à Lille, aujourd'hui détruite.
- Gare de Bercy-Ceinture, ancienne correspondance entre les voies de la gare de Lyon (et de la gare de Bercy) et celles de la ligne de Petite Ceinture, désaffectée, mais les trains y passent encore.
- Gare de Paris-Tolbiac, anciennement au PK 1,300 de la ligne de Paris-Austerlitz à Bordeaux-Saint-Jean, fermée en juin 2001 puis détruite pour accueillir le nouveau quartier de Paris Rive Gauche.
- Gare frigorifique de Paris-Ivry, anciennement située au terminus d'un embranchement de l'avant-gare de Paris-Austerlitz sur la section parisienne de la ligne de Paris-Austerlitz à Bordeaux-Saint-Jean.
- Gare de La Rapée, sur un embranchement de la ligne de Paris-Lyon à Marseille-Saint-Charles.

## Projets de gare
- Gare de la Madeleine (années 1830)
- Gare du Trocadéro (années 1880)